# Vachèiras
Vachères-en-Quint és un municipi francès situat al departament de la Droma i a la regió d'Alvèrnia-Roine-Alps. L'any 2018 tenia 34 habitants. El primer esment escrit Vacheriis data del 1229.

## Demografia
El 2007 hi havia 20 habitatges, 14 eren l'habitatge principal i sis segones residències. El 2007 la població en edat de treballar era de 22 persones de les quals 15 eren actives. L'any 2000 a Vachères-en-Quint hi havia cinc explotacions agrícoles.